# Failure

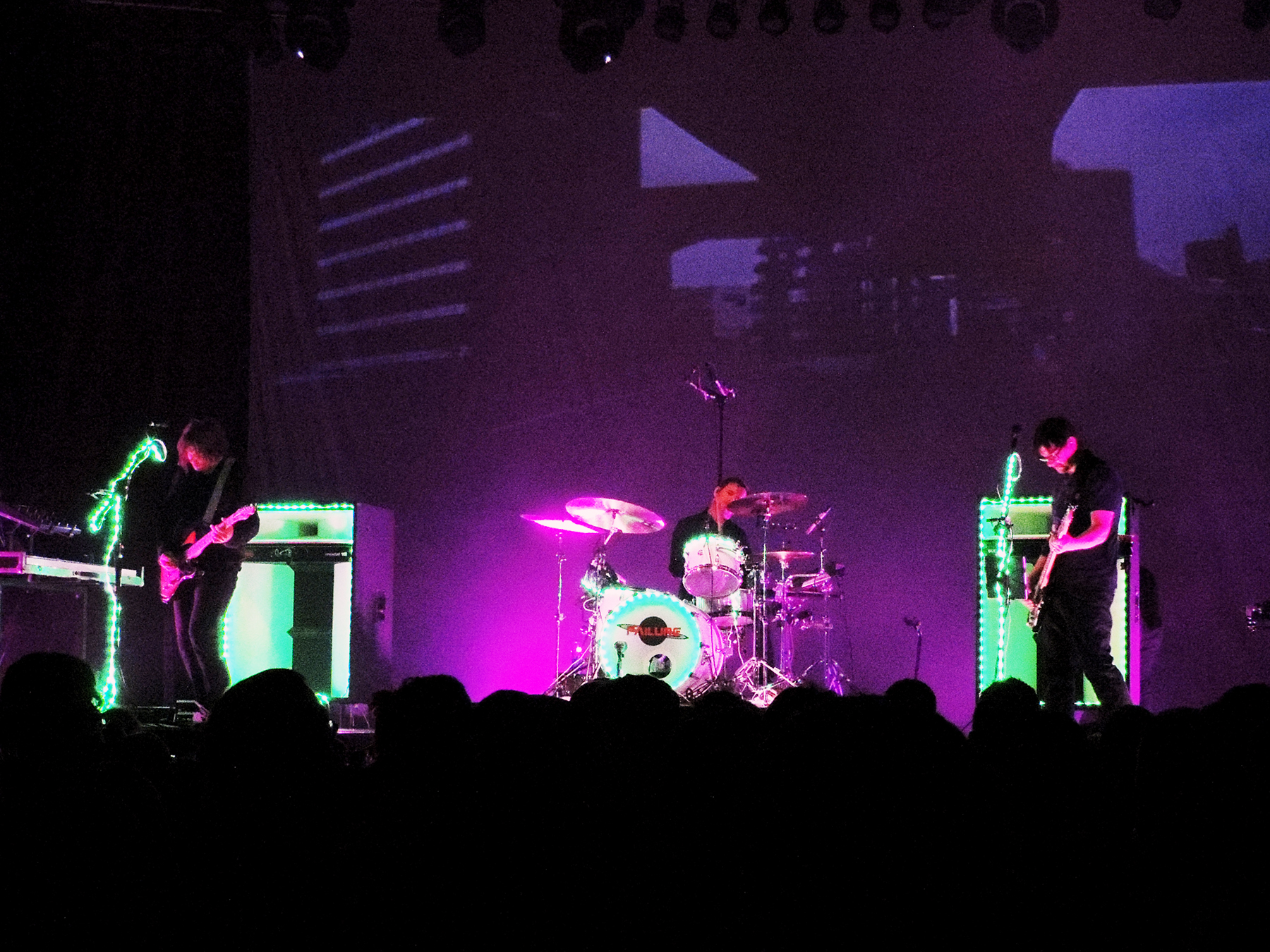
Failure (2014)

Failure ist eine amerikanische Alternative-Rock-Band aus Los Angeles. Aktiv war sie in den 1990er Jahren. Nach ihrer Auflösung im Jahr 1997 ist sie seit 2014 wieder vereint und hat insgesamt sechs Alben veröffentlicht.

## Geschichte

### 1990–1997: Von der Gründung zur Auflösung
Anfang der Neunzigerjahre lernten sich Ken Andrews (Gesang, Gitarre, Bass) und Greg Edwards (Gitarre, Bass) durch eine Kleinanzeige kennen und gründeten Failure. Der Bandname Failure (deutsch: Misserfolg, Scheitern; Versager) war laut Andrews als Provokation gedacht: „Es erschien uns ein witziger Gedanke, eine Band Failure zu nennen und bei möglichen Auftritten in die entsetzten Gesichter des L.A.-Publikums zu sehen“. Im Jahr 1992 unterzeichneten Failure, nunmehr dank Schlagzeuger Robert Gauss zum Trio angewachsen, einen Plattenvertrag bei Slash Records, deren Veröffentlichungen in den Vereinigten Staaten von Warner Bros. vertrieben wurden. Unter der Ägide von Steve Albini nahm man das Debüt Comfort auf, das im September 1992 veröffentlicht wurde. Die mit Produktion und Mixing noch unerfahrene Band war allerdings nicht zufrieden mit dem Sound, den Albini dem Album verpasst hatte. Diese Erfahrung hatte zur Folge, dass Failure, gerade in Person von Ken Andrews, die Produktion späterer Alben zunehmend mehr in die eigenen Hände nahm.
Im darauf folgenden Jahr ging man wieder ins Studio, um eine neue Platte aufzunehmen. Während der Aufnahmen verließ Gauss die Band, die Rolle des Schlagzeugers wurde daher auf mehrere Schultern verteilt, ehe mit Kellii Scott ein Nachfolger gefunden wurde. Das zweite Album Magnified erschien im März 1994 und wies einen dynamischeren Sound und abwechslungsreicheres Songwriting auf als der Vorgänger. Ein Video zu der Single Undone wurde gedreht, das jedoch von den einschlägigen Musiksendern weitgehend ignoriert wurde. Allerdings gab es positive Kritikerstimmen zu dem Album. So wählte das deutsche Musikmagazin Visions Magnified zu den „Schönheiten der Ausgabe.“
Nachdem man u. a. mit Tool getourt hatte, ging es bereits 1995 wieder ins Studio, um ein neues Album aufzunehmen. Probleme ergaben sich, als die Band erfuhr, dass ihr Vertrag mit Warner ausgelaufen war und so der wichtige Vertriebspartner für das bereits fertiggestellte Album fehlte. Um nicht auf dem Trockenen zu sitzen, schlossen sich Andrews und Edwards mit dem ehemaligen Tool-Bassisten Paul d’Amour sowie dem Keyboarder Chris Pitman zusammen, um unter dem selbstironischen Bandnamen Replicants ein Album mit Coverversionen bekannter Musiker einzuspielen, u. a. David Bowie, Pink Floyd oder John Lennon. Bei dem Lied Silly Love Songs von Wings übernahm Tool-Sänger Maynard James Keenan den Gesang.
Nach dem Intermezzo mit den Replicants verlängerte Warner schließlich doch den Vertrag mit Failure und so konnte 1996 ihr Album Fantastic Planet erscheinen, das erstmals komplett in Eigenregie produziert wurde. Mit Troy Van Leeuwen, einem früheren Bandkollegen von Scott, stieß ein zweiter Gitarrist zur Band. Die Singleauskopplung Stuck on You wurde ein moderater Hit, ohne dabei größere Chartplatzierungen zu erzielen. Zwar wurde ein Video zu Stuck on You produziert, das Label traf allerdings keine weitere Maßnahmen, das Album zu promoten. So blieb der kommerzielle Durchbruch aus.
Im Jahr 1997 wurden Failure von befreundeten Musikern der Band God Lives Underwater gebeten, sich an dem Depeche-Mode-Tributalbum For the Masses zu beteiligen. Failure coverten daraufhin mit Enjoy the Silence einen der größten Depeche Mode-Hits, es sollte vorerst die letzte Veröffentlichung sein. Im Sommer nahm die Band an der Lollapallooza-Tour teil und spielte, nachdem man ursprünglich als Hauptact für die kleinere Bühne gebucht wurde, ebenfalls auf der Hauptbühne, als Korn absagten.
Am 19. November 1997 gaben Failure ihre Auflösung bekannt und gaben persönliche Differenzen als Grund an. In einem späteren Interview wurde Andrews konkreter und nannte die Heroinsucht von Greg Edwards als weitere Ursache.

### 1997–2013: Nach der Trennung
Nachdem sich Failure aufgelöst hatten, wandten sich die Mitglieder anderen Projekten und Bands zu. Ken Andrews gründete ON (1999–2002), das mehr oder weniger ein Soloprojekt war. Musikalisch Failure nicht unähnlich, ging ON klangtechnisch in eine stärker elektronische Richtung. Eine Rückkehr zur klassischen Bandbesatzung und zum gitarrenorientierten Alternative Rock war Year of the Rabbit (2002–2004), die eine EP und eine LP aufnahmen, bevor die Band infolge einer Labelfusion ihren Plattenvertrag verlor. Andrews nahm im Jahr 2007 ein Soloalbum auf, dessen Titel Secrets of the Lost Satellite an die Raumfahrtthematik des letzten Failurealbums Fantastic Planet erinnert. Darüber hinaus machte sich Andrews als Produzent und Mixer einen Namen und arbeitete mit namhaften Bands und Künstlern zusammen, z. B. Pete Yorn, Tenacious D, Black Rebel Motorcycle Club oder Stone Temple Pilots.
Greg Edwards schloss sich mit den früheren Replicants-Mitstreitern Paul d’Amour und Chris Pitman sowie Brad Laner zu der kurzlebigen Band Lusk zusammen und veröffentlichte im Jahr 1997 das Album Free Mars. Edwards gründete 2000 zusammen mit Carla Azar und Eugene Goreshter die Band Autolux, die auf Vermittlung des bekannten Produzenten T Bone Burnett einen Plattenvertrag bekamen, im Vorprogramm von Nine Inch Nails und Queens of the Stone Age tourten und bis heute drei Alben veröffentlicht haben.
Kellii Scott war in verschiedenen Bands tätig, darunter Blinker the Star, Campfire Girls und Veruca Salt, und arbeitete als Studiomusiker für Christina Aguilera, Pink und Faith Hill.
Troy Van Leeuwen gehörte zur Originalbesetzung von A Perfect Circle, wo er von 2000 bis 2003 aktiv war, ehe er sich Queens of the Stone Age anschloss. Zusammen mit Scott war er außerdem in der Band Enemy, in der er nicht nur Gitarre gespielt, sondern auch gesungen hat.
Ken Andrews und Greg Edwards taten sich 2004 zusammen, um Golden zu veröffentlichen, eine Sammlung von Videos, Demos und Touraufnahmen von Failure. Zwei Jahre später, 2006, brachten die beiden die Doppel-CD Essentials heraus, die eine Auswahl der drei Alben, die ersten Singles sowie Demos der Magnified-Aufnahmen enthält.
Dass Failure auch sonst nicht in Vergessenheit gerieten und sich der Beliebtheit bei Fans und anderen Musikern erfreuten, zeigten einige Beispiele. So coverten A Perfect Circle Failures The Nurse Who Loved Me auf ihrem zweiten Album Thirteenth Step. Im Jahr 2008 erschien unter dem Titel A Tribute to Failure: The Nurse Who Loved Me ein Tributalbum, an dem Paramore und andere Bands mit Coverversionen beteiligt waren. Der Produzent Rick Beato, der einen populären Youtube-Kanals betreibt, widmete eine Episode seiner Reihe What Makes This Song Great? Failures Lied Stuck on You, das er darin genauer analysiert.

### Seit 2013: Wiedervereinigung und neue Alben
Im Herbst 2013 ließ Ken Andrews verlautbaren, dass Failure ein Comeback geben würden. Vorausgegangen war, dass er und Greg Edwards auf freundschaftlicher Ebene wieder zueinander gefunden hatten. Auch Schlagzeuger Kellii Scott gehörte wieder zu Band, als man 2014 die ersten Konzerte seit siebzehn Jahre spielte. Auf der Tournee, die den Namen Tree of Stars trug, wurde exklusiv eine EP desselben Namens verkauft, die neben vier Liveaufnahmen mit dem Stück Come Crashing das erste neue Failurelied seit der Auflösung enthielt. Failure kündigten ferner ein neues Album an, The Heart Is a Monster, das am 30. Juni 2015 auf dem Label INGrooves erschien. Auf dem Album wirkte Troy Van Leeuwen an drei der insgesamt 18 Titel mit, auch unterstützte er Failure auf ihrer nächsten Tour, jedoch kehrte er nicht als festes Bandmitglied zurück. The Heart Is a Monster hat auf der Seite Metacritic einen Score von 78 bei acht positiven und einer gemischten Rezension.
Anlässlich des 20-jährigen Jubiläums von Fantastic Planet spielten Failure 2016 das Album auf einer Tour komplett live und veröffentlichten daraufhin ein Livealbum. Im Jahr 2018 brachten sie in unregelmäßigen Abständen vier EPs heraus, die schließlich zu dem Album In The Future Your Body Will Be The Furthest Thing From Your Mind kumuliert wurden.
2020 nahmen Failure ihre Coverversion von Depeche Modes Enjoy the Silence neu auf. Der Hintergrund war, dass das Album For the Masses mittlerweile vergriffen und schwer zugänglich ist. Depeche Mode gaben für die Coverversion ihren Segen.
Failure blieben nach ihrer Reunion produktiv und veröffentlichten am 3. Dezember 2021 ihr sechstes Studioalbum Wild Type Droid.

## Diskografie
Studioalben
- Comfort (1992)
- Magnified (1994)
- Fantastic Planet (1996)
- The Heart Is a Monster (2015)
- In the Future Your Body Will Be the Furthest Thing from Your Mind (2018)
- Wild Type Droid (2021)

Kompilationen
- Golden (2004)
- Essentials (2006)

Livealben
- Fantastic Planet Live (2017)

EPs
- Tree of Stars (2014)[12]
- In the Future (2018)
- Your Body Will Be (2018)
- The Furthest Thing (2018)
- From Your Mind (2018)

Singles
- Count My Eyes / Comfort (1991)
- Pro-Catastrophe / Dipped in Anger (1991)
- Empty Friend [Promo] (1994)
- Moth [Promo] (1994)
- Stuck on You (1996)
- Pitiful [Promo] (1996)
- Saturday Savior [Promo] (1996)
- Solaris 2014 / Shrine (2014)
- The Focus (2014)
- Hot Traveler (2015)
- Mulholland Dr. (2015)
- Enjoy the Silence 2020 (2020)
- Headstand (2021)
- Submarines (2021)

Musikvideos
- Undone (Magnified)
- Stuck on You (Fantastic Planet)
- Hot Traveler (The Heart Is a Monster)
- Counterfeit Sky (The Heart Is a Monster)
- Dark Speed (In the Future Your Body Will Be the Furthest Thing from Your Mind)
- Headstand (Wild Type Droid)